# Galeopsis (mosdiertje)
Galeopsis is een mosdiertjesgeslacht uit de familie van de Celleporidae en de orde Cheilostomatida. De wetenschappelijke naam ervan is in 1903 voor het eerst geldig gepubliceerd door Jullien.

## Soorten
- Galeopsis adherens Gordon, 1989
- Galeopsis bipatens (Harmer, 1957)
- Galeopsis bispiramina (Hayward & Cook, 1979)
- Galeopsis brevissimus (Hayward, 1981)
- Galeopsis bullatus Hayward, 1993
- Galeopsis californica (Osburn, 1952)
- Galeopsis circella (Hayward & Cook, 1979)
- Galeopsis fayalensis (Waters, 1888)
- Galeopsis juanfernandensis Moyano, 1985
- Galeopsis lageniporoides Gordon & d'Hondt, 1997
- Galeopsis marionensis (Busk, 1884)

- Galeopsis megaporus Moyano, 1985
- Galeopsis mimicus Gordon, 1989
- Galeopsis novella Hayward, 1988
- Galeopsis patagonicus Hayward, 1993
- Galeopsis pentagonus (d'Orbigny, 1842)
- Galeopsis polyporus (Brown, 1952)
- Galeopsis porcellanicus (Hutton, 1873)
- Galeopsis rabidus Jullien, 1903
- Galeopsis reteporelliformis (Moyano, 1983)
- Galeopsis victoriensis (Kirkpatrick, 1888)